# Arroyo Grande, Kalifornija
Arroyo Grande je grad u američkoj saveznoj državi Kaliforniji. Prema popisu stanovništva iz 2010. u njemu je živjelo 17 252 stanovnika.